# Municipio de Kings River (condado de Carroll)
El municipio de Kings River (en inglés: Kings River Township) es un municipio ubicado en el condado de Carroll en el estado estadounidense de Arkansas. En el año 2010 tenía una población de 625 habitantes y una densidad poblacional de 16,11 personas por km².

## Geografía
El municipio de Kings River se encuentra ubicado en las coordenadas 36°25′42″N 93°39′2″O / 36.42833, -93.65056. Según la Oficina del Censo de los Estados Unidos, el municipio tiene una superficie total de 38.8 km², de la cual 38,8 km² corresponden a tierra firme y (0 %) 0 km² es agua.

## Demografía
Según el censo de 2010, había 625 personas residiendo en el municipio de Kings River. La densidad de población era de 16,11 hab./km². De los 625 habitantes, el municipio de Kings River estaba compuesto por el 93,44 % blancos, el 1,12 % eran afroamericanos, el 1,12 % eran amerindios, el 0,64 % eran asiáticos, el 0,16 % eran de otras razas y el 3,52 % eran de una mezcla de razas. Del total de la población el 4,16 % eran hispanos o latinos de cualquier raza.